# Саут-Ла-Палома (Техас)
Саут-Ла-Палома (англ. South La Paloma) — переписна місцевість (CDP) в США, в окрузі Джим-Веллс штату Техас. Населення — 347 осіб (2020).

## Географія
Саут-Ла-Палома розташований за координатами 27°53′41″ пн. ш. 97°58′7″ зх. д. / 27.89472° пн. ш. 97.96861° зх. д. (27.894615, -97.968527).  За даними Бюро перепису населення США в 2010 році переписна місцевість мала площу 3,76 км², уся площа — суходіл.

## Демографія
Згідно з переписом 2010 року, у переписній місцевості мешкало 345 осіб у 121 домогосподарстві у складі 86 родин. Густота населення становила 92 особи/км².  Було 157 помешкань (42/км²).
Расовий склад населення:
| - 87,8 % — білих - 10,7 % — осіб інших рас |

До двох чи більше рас належало 1,4 %. Частка іспаномовних становила 53,3 % від усіх жителів.
За віковим діапазоном населення розподілялося таким чином: 28,7 % — особи молодші 18 років, 61,2 % — особи у віці 18—64 років, 10,1 % — особи у віці 65 років та старші. Медіана віку мешканця становила 39,3 року. На 100 осіб жіночої статі у переписній місцевості припадало 98,3 чоловіків;  на 100 жінок у віці від 18 років та старших — 96,8 чоловіків також старших 18 років.
Середній дохід на одне домашнє господарство  становив 28 545 доларів США (медіана — 28 523), а середній дохід на одну сім'ю — 28 545 доларів (медіана — 28 523). За межею бідності перебувало 33,1 % осіб, у тому числі 44,1 % дітей у віці до 18 років та 0,0 % осіб у віці 65 років та старших.
Цивільне працевлаштоване населення становило 160 осіб. Основні галузі зайнятості: сільське господарство, лісництво, риболовля — 45,0 %, роздрібна торгівля — 17,5 %, фінанси, страхування та нерухомість — 14,4 %.